# L'Archéologue
L'Archéologue anciennement dénommée L'Archéologue / Archéologie Nouvelle est une revue scientifique de vulgarisation bimensuelle spécialisée dans l'archéologie. Elle devient trimestrielle à compter du no 126 (juin-juillet-août 2013). En janvier 2024, la publication est reprise par Marion Charlet.